# Diploknema oligomera
Diploknema oligomera är en tvåhjärtbladig växtart som beskrevs av Herman Johannes Lam. Diploknema oligomera ingår i släktet Diploknema och familjen Sapotaceae.
Artens utbredningsområde är Moluckerna. Inga underarter finns listade i Catalogue of Life.